# Arithmetica Universalis
Arithmetica Universalis（英: Universal Arithmetic, 普遍算術、ふへんさんじゅつ）はアイザック・ニュートンによる数学書。原文はニュートンの講義ノートを基にラテン語で書かれ、ニュートンのケンブリッジ大学のルーカス教授職の後任であるウィリアム・ホイストンによって編集、1707年に初版が出版された。

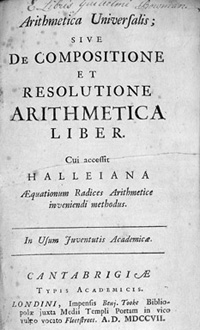
Arithmetica Universalis の標題紙。1707年出版。

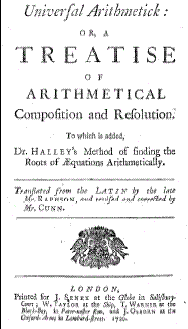
ラフソンによる英語版。1720年出版。

ジョゼフ・ラフソンによる英訳版は1720年に、Universal Arithmetick として出版された。また、ラテン語第二版はジョン・マチンによって1722年に出版されている。
ニュートン自身は Arithmetica の出版に不満を持っており、彼の名前が記されることを頑なに拒否したため、これらの版のいずれもニュートンの名は著者として記されていない。
実際、ホイストンによる初版が出版されたときニュートンは非常に狼狽し、刊行されたものすべてを買い占め、処分することを考えたという。
Arithmetica には代数における記法、算術、幾何学と代数学の関係、方程式の解についてが記されている。ニュートンはデカルトの符号法則を複素数根について適用し、代数方程式の複素数根の個数が符号律から決まることを、証明なしに要請している。150年間、このニュートンの方法に厳密な証明が与えられることはなかった（ジェームス・ジョセフ・シルベスターによる証明は1865年。On the real and imaginary roots of algebraical equations: A Trilogy のことか）。

## 代数方程式の解について
以下に複素数根の個数について該当する記述を引用する。
この部分を日本語訳すると以下のようになる。

　百十九. 方程式が不可能な根 (複素数根, impossible Roots) を持たなければ、正の根 (affirmative Roots) と負の根の個数はその方程式の各項の符号から分かるだろう。正の根は、符号の列が + から −、または − から + へ変化する数だけあり、残りは負の根である。
方程式 x4 − x3 − 19x2 + 49x − 30 = 0 について、各項に対する符号を + − − + − というように並べると、符号の変化は一番目 + から二番目 −、三番目 − から四番目 +、四番目 + から五番目 − にあり、すなわち正の根が 3 つあり、従って 4 つ目の根は負である。しかし方程式が不可能な根を持つ場合には、それらの不可能な根が、正でも負でもなく曖昧なもの (ambiguous ones) となり得る限りは、この規則は力を持たない。例えば、方程式 x3 + px2 + 3p2x − q = 0 は、符号より 1 つの正の根と 2 つの負の根を持つ。ここで x = 2p、あるいは x − 2p = 0、として先の方程式に掛けると、方程式の正の根は 1 つ増え、次の方程式が得られる。
{\displaystyle x^{4}-px^{3}+p^{2}x^{2}-\left(6p^{3}+q\right)x+2pq=0,}
この方程式は 2 つの正の根と 2 つの負の根を持たなくてはならないが、符号の変化から判断するには、4 つの正の根を持つことになる。従って、符号の曖昧さから、2 つの不可能な根があって、それらは初めの方程式においては負であり、後の方程式では正である。
しかし、この規則から、いくつの根が不可能であるかをまったく知ることができるだろう。

## ニュートン算
ニュートン算 (Newton's pasturage problem) と呼ばれる算術問題は、Arithmetica に収録されている問題に由来する。
問題文は次の通りである。
原文 (英語) : 
日本語訳 :

　問十一. a 頭の牛は b の牧草地を c の時間のうちに食べ尽くし、d 頭の牛は e の牧草地を f の時間のうちに食べ尽くす。また牧草は一様に育つものとする。牛が g の牧草地を h の時間のうちに食べ尽くすには何頭いればよいか求めよ。

この直後には、ニュートンによる問題の解説と例題が書かれている。内容は次の通りである。
解説文原文 (英語) : 
日本語訳 : 

　a 頭の牛が c の時間のうちに b の牧草地を食べ尽くすなら、それぞれの数の比から、牧草が時間 c の後には少しも成長しないとして、e/ba 頭の牛は同じく c の時間のうちに、ec/bfa 頭の牛は f の時間のうちに、また ec/bha 頭の牛は h の時間のうちに、e の牧草地を食べ尽くすだろう。しかし牧草が育つことによって、d 頭の牛だけが f の時間のうちに e の牧草地を食べ尽くすことができて、e の牧草地の牧草が、時間 f − c の間に育つことにより、d − eca/bf 頭の牛が f の時間のうちに食べ尽くせる分だけが育ち、それは df/b − eca/bh 頭の牛が h の時間のうちに食べ尽くせるだけと同じ量である。更に比の関係から、h − c の時間に df/h − eca/bh 割る b − c/f − c つまり bdfh − ecah − bdcf + ecfa/bfh − bch 頭の牛が食べ尽くせるだけの牧草が育つ。この増加分を aec/bh 頭の牛に加えると、bdfh − ecah − bdcf + ecfa/bfh − bch が e の牧草地を h の時間のうちに食べ尽くす牛の頭数である。 そして比から g の牧草地を同じ時間 h の間に食べ尽くす牛の数は gbdfh − ecagh − bdcgf + ecfga/befh − bceh であることが求まる。

例題原文 (英語版) : 
日本語訳 : 

例題. 12 頭の牛は 3 と 1/3 エーカーの牧草地を 4 週間で食べ尽くし、21 頭の牛は 10 エーカーの牧草地を 9 週間で食べ尽くすとする。36 エーカーの牧草地を 18 週間で食べ尽くす牛の頭数はいくらか。
　答え 36 頭。求める数は bdfgh − ecagh − bdcgf + ecfga/befh − bceh の a, b, c, d, e, f, g, h をそれぞれ 12, 3+1/3, 4, 21, 10, 9, 36, 18 に置き換えることで得られるだろうが、しかし、前述の文字式の解を求めるのとおそらくは同様の手間で、第一原理から解を導くこともできるだろう。12 頭の牛が 4 週間で 3 と 1/3 エーカーの牧草地を食べ尽くすなら、牧草が育たないことを仮定すれば、数の比から 36 頭の牛が 4 週間で、16 頭の牛が 9 週間で、8 頭の牛が 18 週間で、10 エーカーの牧草地を食べ尽くすことになる。しかし牧草が育つことにより、21 頭の牛だけが 9 週間で 10 エーカーの牧草地を食べ尽くすことができ、5 週間で 10 エーカーの牧草地に育つ牧草は 5 頭の牛が食べ尽くす分、つまり 21 頭の内の 16 頭が 9 週間に食べる分を除いた余りと同じだけあり、また同じことだが、5/2 頭の牛が 18 週間で食べる分と同じである。更に 14 週間（18 週間から初めの 4 週間を除いた余り）に増える牧草の量は、7 頭の牛が 18 週間に食べるだけと同じであることも推察できる。7 頭の牛は牧草の育った分だけを食べ、8 頭の牛が 4 週間以降に育った牧草以外を食べ、これらを合わせると牛の頭数は 15 になる。そして最後に、10 エーカーの牧草地を 15 頭の牛が 18 週間で食べ尽くすなら、比によって、24 エーカーの牧草地を 36 頭の牛は同じ時間で食べ尽くすことが分かる。

## 1769年英語版の目次
[表題] - [節番号(Article Numb.)]
- Part I
  - Notation (記法) - I.
  - Addition (加法) - XVIII.
  - Subtraction (減法) - XXV.
  - Multiplication (乗法) - XXVIII.
  - Division (除法) - XXXIV.
  - Extraction of Roots (開法) - XLI.
  - Reduction of Fractions (約分) - XLVIII.
  - Invention of Divisors (約数) - XLIX.
  - Reduction of Fractions to a common Denominator (通分) - LIX.
  - Reduction of Radical Quantities (冪根の簡約化) - LX.
    - to their least Terms - LX.
    - to the same Denominator - LXI.
    - to more simple Radicals, by the Extraction of Roots - LXII.

  - Forms of Equations - LXV.
  - Reduction of Final Equations - LXVII.
    - ordering a Single or Final Equation - LXVII.

  - Reduction of Medial Equations - LXXV.
    - Transformation of two or more Equations into one, in order to exterminate the unknown Quantities - LXXV.
    - Extermination of an unknown Quantity by Equality of its Values - LXXVI.
    - Extermination of an unknown Quantity, by substituting its Value for it - LXXVII.
    - Extermination of an unknown Quantity of several Dimensions in each Equation - LXXVIII.
    - Method of taking away any number of Surd Quantities out of Equations - LXXXI.

  - Resolution of Arithmetical Questions - LXXXII.
    - How a Question may be brought to an Equation - LXXXII.
      - 16 Problems

  - Resolution of Geometrical Questions - LXXXIII.
    - How Geometrical Questions may be reduced to Equations - LXXXIII.
      - 61 Problems
- Part II
  - Nature of the Roots of Equations - CX.
  - Transmutations of Equations - CXXIII.
  - Limits of the Roots of Equations - CXXXII.
  - Reduction of Equations by Surd Divisors - CXL.
- Appendix
  - Linear Construction of Equations
  - Roots of Numeral Equations by their Limits (by Colin Maclaurin)
  - Method of Series by which you may approximate to Roots of Literal Equations (by Colin Maclaurin)
  - Measures of Ratios (by James Maguire)